# Акимовский район
Аки́мовский райо́н (укр. Яки́мівський райо́н) — упразднённая административная единица Запорожской области Украины.
Административный центр — посёлок городского типа Акимовка.

## История
17 июля 2020 года в результате административно-территориальной реформы район вошёл в состав Мелитопольского района.

## Географическое положение
Акимовский район расположен в южной части Запорожской области. Территория района составляет 1,85 тыс. км², что составляет 7 % от общей территории области.
Район граничит с Мелитопольским и Веселовским районами Запорожской области, Геническим и Ивановским районами Херсонской области, на востоке и юго-востоке омывается Молочным и Утлюкским лиманами, на юге — Азовским морем.
Побережье моря и лиманов является местом скопления перелётных птиц перед отлётом в более тёплые края, но значительное количество их в последние годы остается на побережье на зимовку. В прибрежных водах моря и лиманов водятся ценные виды рыб (осётр, белуга, севрюга). В районе есть Богатырское лесничество, общая площадь которого составляет 1,5 тыс. га. Здесь представлены различные виды растительного и животного мира, многие которых занесены в Красную книгу.
В районе на побережье Азовского моря которого расположены более 200 баз отдыха и других оздоровительных заведений, а дно лиманов покрыто толстым слоем лечебных грязей, которые используются лечебно-оздоровительными учреждениями. Неподалёку от сёл Шелюги и Богатырь находятся источники лечебной воды.
По территории района протекают реки
Большой Утлюк (Великий Утлюк),
Малый Утлюк,
Тащенак,
Атманай,
Канал Р-9.

## Население
По данным переписи 2001 года, численность населения составляла 38 071 человек, на 1 января 2013 года — 34 456 человек.

## Административное устройство
Район включает в себя:
| - Поселковых советов: 2 - Сельских советов: 12 | - Посёлков городского типа: 2 - Посёлков: 4 - Сёл: 39 |

### Местные советы[8]
| - Акимовский поселковый совет - Кирилловский поселковый совет - Атманайский сельский совет - Владимировский сельский совет - Горьковский сельский совет - Давыдовский сельский совет - Новоданиловский сельский совет | - Охримовский сельский совет - Переможненский сельский совет - Розовский сельский совет - Радивоновский сельский совет - Червоноармейский сельский совет - Чорноземненский сельский совет - Шелюговский сельский совет |

### Населённые пункты[9]
| пгт Акимовка пос. Акимовское с. Александровка с. Андреевка с. Анновка с. Атманай с. Богатырь с. Великая Терновка с. Весняное с. Владимировка с. Волчанское с. Волчье | с. Вязовка с. Гвардейское с. Давыдовка с. Дружба с. Елизаветовка с. Зерновое с. Зирка пгт Кирилловка с. Косых с. Лиманское пос. Максима Горького с. Малая Терновка | с. Мирное с. Михайловское с. Новоданиловка с. Новое с. Охримовка с. Перемога пос. Переможное с. Петровка с. Радивоновка с. Розовка с. Семихатки с. Солёное | с. Степовое с. Таврийское с. Тимофеевка пос. Трудовое с. Червоное с. Черноземное с. Шевченко с. Шелюги с. Юрьевка |

#### Ликвидированные населённые пункты[10]
| с. Азовское | с. Озёрное | с. Степок |

## Представительные органы власти
В районе работают 1 депутат областного совета, 42 — районного, 251 — поселковых и сельских советов.

## Экономика

### Аграрный сектор
Специализация района — растениеводство и животноводство. Сельскохозяйственные угодья составляют 138,9 тыс.га, или 74,8 % от общей площади района. На территории района зарегистрировано 187 сельскохозяйственных предприятий различной формы собственности.

### Промышленность
В промышленности основной отраслью является переработка сельскохозяйственной продукции. Действует 4 промышленных предприятия и 5 строительных организаций.

## Культура, здравоохранение, физкультура и спорт
Есть 27 школ, в которых учится 4232 учеников, центральная районная больница, участковая больница, 9 врачебных амбулаторий, 23 фельдшерско-акушерских и фельдшерских пунктов, 2 медпункта, 26 домов культуры и сельских клубов, 22 библиотеки, 3 музыкальные школы и 3 филиала. Парковое хозяйство, районный историко-краеведческий музей, 7 сельских музеев боевой славы и трудовой славы. Охраняется 102 памятника истории, культуры, архитектуры и археологии.

## Транспорт
Район пересекают две автомобильные дороги государственного значения Харьков — Симферополь и Мариуполь — Одесса, а также железнодорожная дорога со станцией Акимовка.

## Образование
В районе работают 23 школы и 1 гимназия. В них обучается около 3400 учеников.